# Кубок Кіпру з футболу 2025—2026
Кубок Кіпру з футболу 2025—2026 — 84-й розіграш кубкового футбольного турніру на Кіпрі. Титул захищає АЕК.

## Календар
| Раунд        | Дата | Матчі | Клуби  |
| ------------ | ---- | ----- | ------ |
| Перший раунд |      | → 16  |        |
| 1/8 фіналу   |      | 8     | 16 → 8 |
| 1/4 фіналу   |      | 8     | 8 → 4  |
| 1/2 фіналу   |      | 4     | 4 → 2  |
| Фінал        |      | 1     | 2 → 1  |